# Serge Blusson
Serge Blusson, né le 7 mai 1928 à Paris (XIIe arrondissement) et mort le 14 mars 1994 à Creil, est un coureur cycliste français.
Il a notamment été médaillé d'or de la poursuite par équipes lors des Jeux olympiques de 1948 à Londres, avec Pierre Adam, Charles Coste et Fernand Decanali. Professionnel de 1950 à 1959, il a remporté le Grand Prix de Plouay (1953), le Tour de l'Oise (1957) et s'est classé troisième de Milan-San Remo 1952.

## Palmarès

### Palmarès amateur
- 1947
  - 2e de Paris-Ézy
  - 2e de Paris-Cayeux

- 1948
  -  Champion olympique de poursuite par équipes (avec Pierre Adam, Charles Coste, Fernand Decanali)
  - 2e de Paris-Briare

- 1949
  - Paris-Évreux
  - Grand Prix de Saint-Denis
  - Tour du Jurgarden
  - Circuit d'Île-de-France
  - Circuit de Boulogne
  - 2e de Paris-Conches
  - 4e du championnat du monde sur route amateurs

### Palmarès professionnel
- 1950
  - Paris-Limoges
  - Grand Prix Automoto
  - 2e de Grand Prix du Courrier picard
- 1951
  - Grand Prix d'Avignon
- 1952
  - 3e étape du Tour de l'Ouest
  - 3e de Milan-San Remo
  - 3e du Grand Prix d'Issoire
- 1953
  - 7e étape du Tour de l'Ouest
  - Grand Prix de Plouay
- 1954
  - Circuit du Cher
  - 2e de Paris-Camembert
  - 5e de Paris-Roubaix
- 1957
  - Tour de l'Oise :
    - Classement général
    - 1re étape

  - 3e du Critérium International
  - 7e de Paris-Roubaix

## Résultats sur le Tour de France
3 participations 
- 1950 : 42e
- 1951 : abandon (10e étape)
- 1954 : abandon (5e étape)